# Santa Maria del Molise
Santa Maria del Molise ist eine italienische Gemeinde (comune) in der Provinz Isernia in der Region Molise und hat 662 Einwohner (Stand 31. Dezember 2023). Die Gemeinde liegt etwa zwölf Kilometer ostsüdöstlich von Isernia.

## Verkehr
Durch die Gemeinde führt die Strada Statale 17 dell'Appennino Abruzzese e Appulo Sannitica von Antrodoco nach Foggia.